# Iana Boukova
 (décembre 2019).
Œuvres principales
- Les Palais de Dioclétien (1995)
- Voyage dans la direction de l'ombre (2008)
- Notes de la femme fantôme (2018)

Iana Boukova, née le 18 juillet 1968 à Sofia, est une poétesse, écrivaine et essayiste bulgare.

## Biographie
Née à Sofia, en Bulgarie, Iana Boukova est la première fille du peintre verrier bulgare Nikola Boukov. Diplômée du lycée des langues et civilisations anciennes Saint Constantin-Cyrille le Philosophe, elle obtient une maîtrise de lettres classiques à l’université Saint-Clément-d'Ohrid de Sofia.[réf. nécessaire]
L'œuvre de Boukova se compose aussi bien de petits poèmes surréalistes que de grandes compositions poétiques, comme le recueil de poèmes Notes de la femme fantôme, ou son roman borgésien Voyage dans la direction de l'ombre. Elle est l'auteur de cinq recueils de poèmes : Les Palais de Dioclétien (1995), Barque dans l’œil (2000), Le Jardin minimal (2006), Drapetomania (2018) et Notes de la femme fantôme (2018). Elle a également écrit les recueils de nouvelles K comme tout et 4 Contes sans retour. Certains de ses poèmes sont parus dans les anthologies Absinthe 2018.
Le 11 décembre 2019, elle reçoit le 25e Prix national de la poésie Ivan Nikolov. En 2012 elle reçoit le Prix national Hristo G. Danov pour sa traduction des Odes pythiques de Pindare (2011)

## Œuvres
- Les Palais de Dioclétien, Sofia, Svobodno poet. obshtestvo, 1995, 39 p. (ISBN 954-8642-16-6)
- Barque dans l’œil, Sofia, Heron Press, 2000, 45 p. (ISBN 978-954-336-016-1).
- Le Jardin minimal, Athènes, Ikaros Books, 2006, 56 p. (ISBN 978-960-8399-26-6).
- K comme tout, Sofia, Stigmata, 2006, 103 p. (ISBN 978-954-336-016-1).
- Voyage dans la direction de l'ombre, Sofia, Stigmata, 2009, 312 p. (ISBN 978-954-336-066-6).
- 4 Contes sans retour, Plovdiv, Janet 45, 2015, 44 p. (ISBN 978-619-186-291-7).
- A as anything, Sofia, Prozoretz, 2016, 64 p. (ISBN 978-954-733-879-1).
- Drapetomania, Athènes, Mikri Arktos, 2018, 64 p. (ISBN 978-960-8104-98-3).
- K comme tout, Plovdiv, Janet 45, 2018, 120 p. (ISBN 978-619-186-429-4).
- Notes de la femme fantôme, Plovdiv, Janet 45, 2018, 67 p. (ISBN 978-619-186-460-7).